# Сорока-Росинский, Виктор Николаевич
Ви́ктор Никола́евич Соро́ка-Роси́нский (26 (13) ноября[уточнить], 1882, Новгород-Северский, Черниговская губерния — 1 октября 1960, Ленинград) — русский и советский педагог, создатель (1918—1920 гг.) известной Школы-коммуны для трудновоспитуемых подростков имени Ф. М. Достоевского (Республика ШКИД). В одноимённой повести Григория Белых и Л. Пантелеева (настоящее имя Алексей Еремеев) «Республика ШКИД» был выведен под именем «Виктор Николаевич Сорокин» и прозвищем «Викниксор».

## Биография
Отец — Николай Михайлович Сорока (род. ок. 1847), дворянин по рождению, служил вольноопределяющимся, солдатом, потом окончил юнкерское училище, на день венчания (13 мая 1879 года) — поручик 32-го пехотного Кременчугского полка, с годами дослужился до подполковника. Мать — Татьяна Капитоновна, урождённая Россинская (род. ок. 1859), дочь священника Христорождественской церкви села Каменская Слобода Новгород-Северского уезда Черниговской губернии.
Окончил прогимназию в городе Брест-Литовск и Новгородскую мужскую гимназию. В 1901 году поступил на историческое отделение историко-филологического факультета Санкт-Петербургского университета, на четвёртом семестре увлёкся экспериментальной психологией. В 1903 году поставил удачные опыты в этой области под руководством молодого приват-доцента Н. О. Лосского. За успешный эксперимент получил императорскую стипендию и освобождение от платы за обучение. Познакомился и близко сошёлся с академиком Бехтеревым и его учеником профессором А. Ф. Лазурским.
В 1906 году окончил историко-филологический факультет Санкт-Петербургского университета. После университета занимался изучением вопросов психологии, работая в лаборатории экспериментальной психологии А. Лазурского в Военно-медицинской академии и слушая лекции Владимира Бехтерева. Под их руководством овладел педагогикой и педологией. С 1908 года начал преподавать философию, историю, географию в гимназиях Санкт-Петербурга — Введенской, Ларинской, с 1913 года — в Стрельнинской гимназии.
Стал членом редколлегии журнала «Вестник знания», где с 1906 по 1910 годы публиковал статьи о проблемах психологии. В эти годы Виктор Николаевич подписывался «В. Росинский» — чуть переиначенной (без второго «С») девичьей фамилией матери. После Октябрьской революции 1917 года он стал подписывать свои публикации двойной фамилией.
С 1910 по 1917 год занимался исследованиями педагогических проблем и вопросами воспитания, писал на эту тему статьи, где поднимал вопросы педагогики и психологии детского чтения и детского мировосприятия, проблемы социологии молодежи разных стран в годы Первой мировой войны и судьбы человека в его жизненной борьбе.
С 1918 по 1920 год работал учителем истории и литературы в Путиловском училище имени А. И. Герцена под руководством В. А. Гердта.

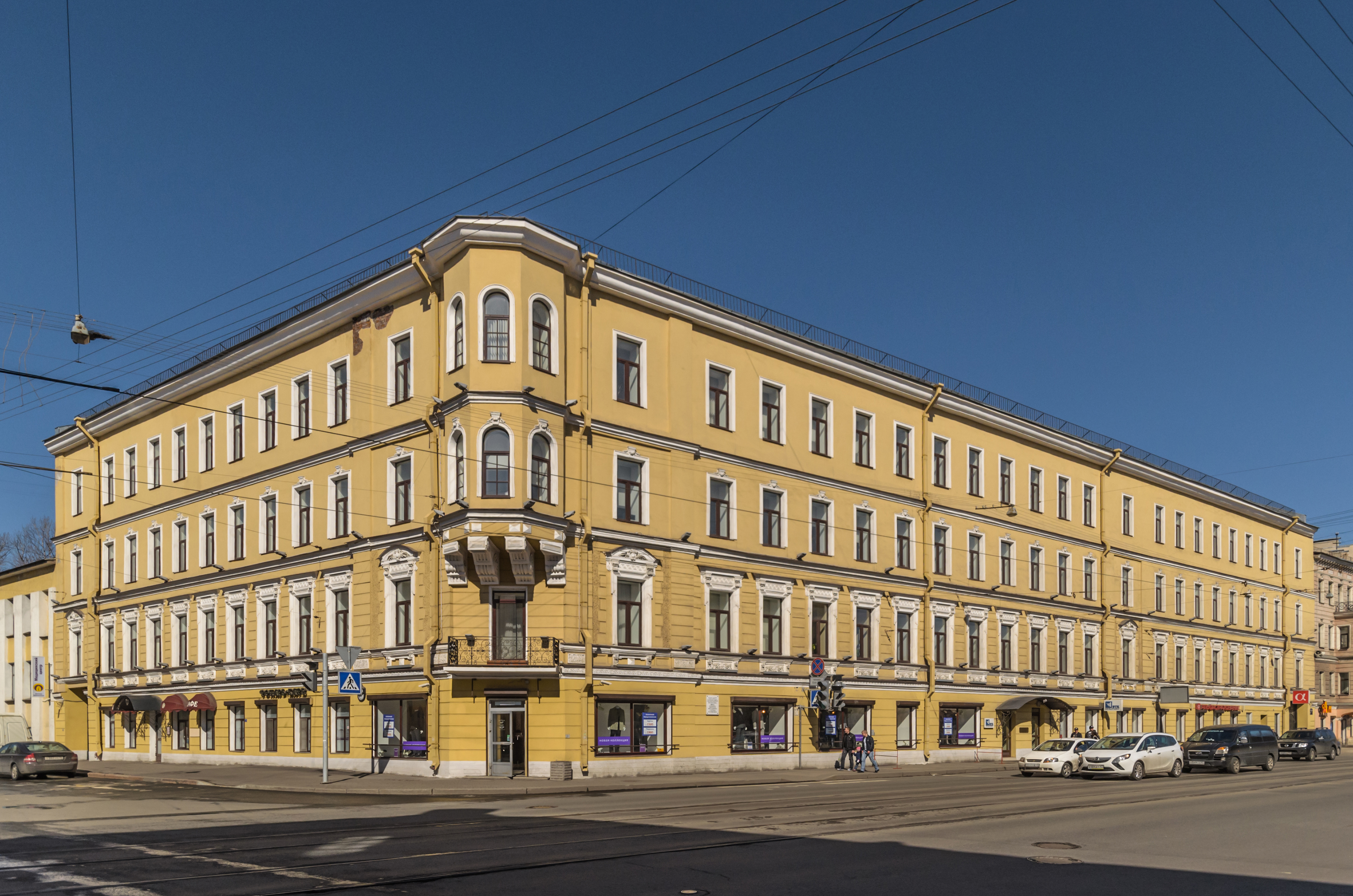
Здание Школы-коммуны имени Достоевского (д. 19 по Старо-Петергофскому проспекту)

В 1920—1925 годах возглавлял Петроградский отдел народно-индивидуального воспитания имени Ф. М. Достоевского для трудновоспитуемых (известный главным образом под названием «Школа-коммуна им. Ф. М. Достоевского», ШКИД, Старо-Петергофский проспект, д. 19) вместе со своей женой Эллой Андреевной Люминарской, преподавательницей немецкого языка. В 1925 году Виктору Николаевичу пришлось оставить школу имени Ф. М. Достоевского ввиду резкой критики со стороны Н. К. Крупской, которая в 1927 году писала: «…не в Чухломе какой-нибудь, а в Ленинграде процветает советская бурса, руководимая людьми, работа которых ничего общего с задачами, поставленными советской властью, не имеет… Бурс, хотя бы они и называли себя советскими детдомами, нам не надо».
Он продолжал заниматься педагогической деятельностью как методист отделения социально-правовой охраны несовершеннолетних (СПОН) ЛГПИ им. А. И. Герцена, готовившего воспитателей для работы с беспризорными и трудными детьми.
В 1925—1928 годах был заведующим в школе № 39 для трудновоспитуемых Центрального района Ленинграда, одновременно вёл практические занятия на кафедре трудного детства у профессора Бельского в педагогическом институте. После увольнения преподавал в классах для трудновоспитуемых при Торфяном техникуме, в школе для психоневротиков при Педагогическом институте (в 1933—1936 научный сотрудник института). В 1936 году получил возможность преподавать русский язык и литературу в средних школах Ленинграда (до 1942 и после 1948); в 1942 году эвакуировался из блокадного Ленинграда на Алтай, преподавал в Горно-Алтайском педагогическом училище, в Пржевальском педагогическом институте. Его жена Элла была эвакуирована в Ессентуки. По одним данным, она погибла во время бомбёжки, по другим — попала под немецкую оккупацию и в 1943 ушла с немцами в эмиграцию (дальнейшая судьба неизвестна).
После возвращения в Ленинград жил по адресу: Невский, 52. С начала 1950-х до своей смерти — в доме № 86 по Садовой улице, в коммунальной квартире № 4, в восьмиметровой комнате.
Погиб 1 октября 1960 года — попал под трамвай. Похоронен в Санкт-Петербурге на Серафимовском кладбище.

## Принципы воспитательной системы
Демократичность воспитания и обучения. Принцип коллективного воспитания с учётом индивидуальности каждого воспитанника. Переход от принуждения к принципу добровольчества на основе самодеятельности, самоуправления, соревновательности и самокритичности. Всякое знание превращать в деяние. Принцип игры как естественной потребности растущего организма в организации всей жизнедеятельности воспитанников и учёбы.
Принципы суворовской педагогики, положенные В. Н. Сорока-Росинским в основу своей воспитательной системы: «Глазомер, быстрота, натиск», «Тяжело в учении, легко в походе».

## Проблемы воспитания трудных детей
Решительно выступал против понимания трудных детей как морально или психически дефективных. С 1920-х по 1930-е гг. из-за сложной экономической ситуации беспризорников и детей с отклонениями в развитии (с нарушениями слуха, зрения, интеллекта) часто объединяли в одну группу и воспитывали в одних учреждениях. Он считал, что беспризорники вполне нормальные дети, попавшие в тяжёлые жизненные условия. Они вполне поддаются педагогической коррекции. В работе с трудными подростками лучшим орудием воспитания является личность педагога, его пример, учитель должен быть «породистым».
Предложил Классификацию учителей: учителя-теоретисты; педагоги-реалисты; учителя-утилитаристы; педагоги-артисты или интуитивисты.
Выступал за смягчение беспрерывной «артельной» жизни в детских домах, предложил создать специальные уединённые помещения для индивидуального творчества и размышления.

## Труды
- «Путь русской национальной школы»
- «Национальное и героическое воспитание»
- «Трудновоспитуемые»
- «Школа им. Достоевского» (недоступная ссылка)